# Bergeranthus
Genre
Classification phylogénétique
Bergeranthus Schwantes est un genre de plante de la famille des Aizoaceae.
Bergeranthus Schwantes, in Z. Sukkulentenk. 2: 179 (1926)
Type : Bergeranthus scapiger (Haw.) Schwantes (Mesembryanthemum scapiger Haw.) ; Lectotypus [Schwantes, in Z. Sukkulentenk. 3: 105 (1927)]

## Liste des sous-genres
- Bergeranthus subgen. Bergeranthus
- Bergeranthus subgen. Hereroa Schwantes

## Liste des espèces
- Bergeranthus addoensis L.Bolus
- Bergeranthus albidus Schwantes
- Bergeranthus albomarginatus A.P.Dold & S.A.Hammer
- Bergeranthus artus L.Bolus
- Bergeranthus caninus Schwantes
- Bergeranthus carinans Schwantes
- Bergeranthus concavus L.Bolus
- Bergeranthus cookii Schwantes
- Bergeranthus derenbergianus Schwantes
- Bergeranthus firmus L.Bolus
- Bergeranthus glenensis N.E.Br.
- Bergeranthus granulatus Schwantes
- Bergeranthus ignavus Schwantes
- Bergeranthus jamesii L.Bolus
- Bergeranthus katbergensis L.Bolus
- Bergeranthus leightoniae L.Bolus
- Bergeranthus longisepalus L.Bolus
- Bergeranthus montis-moltkei Schwantes
- Bergeranthus multiceps Schwantes
- Bergeranthus nanus A.P.Dold & S.A.Hammer
- Bergeranthus puttkamerianus Schwantes
- Bergeranthus rehneltianus Schwantes
- Bergeranthus rhomboideus Schwantes
- Bergeranthus scapiger (Haw.) Schwantes
- Bergeranthus vespertinus Schwantes